# Headache (Grimm)
Headache (titulado Dolor de cabeza en las emisiones en español para Hispanoamérica y España) es el vigésimo primer episodio de la cuarta temporada de la serie de televisión estadounidense de drama sobrenatural y policial Grimm. El guion principal del episodio fue escrito por Jim Kouf y David Greenwalt, mientras que la dirección general estuvo a cargo de Jim Kouf. 
El episodio se transmitió originalmente el 8 de mayo del año 2015 por la cadena de televisión NBC. En Hispanoamérica el episodio se estrenó el 25 de mayo por el canal Universal Channel.
El conflicto de Juliette contra su expareja Nick, escala hasta volverse brutal. Simultáneamente, Nick, Hank y Wu descubren que Jack el Destripador, quien había asesinado tres personas en el capítulo anterior, en realidad ha poseído al capitán Renard y comete los crímenes utilizando su cuerpo.

## Título y epígrafe

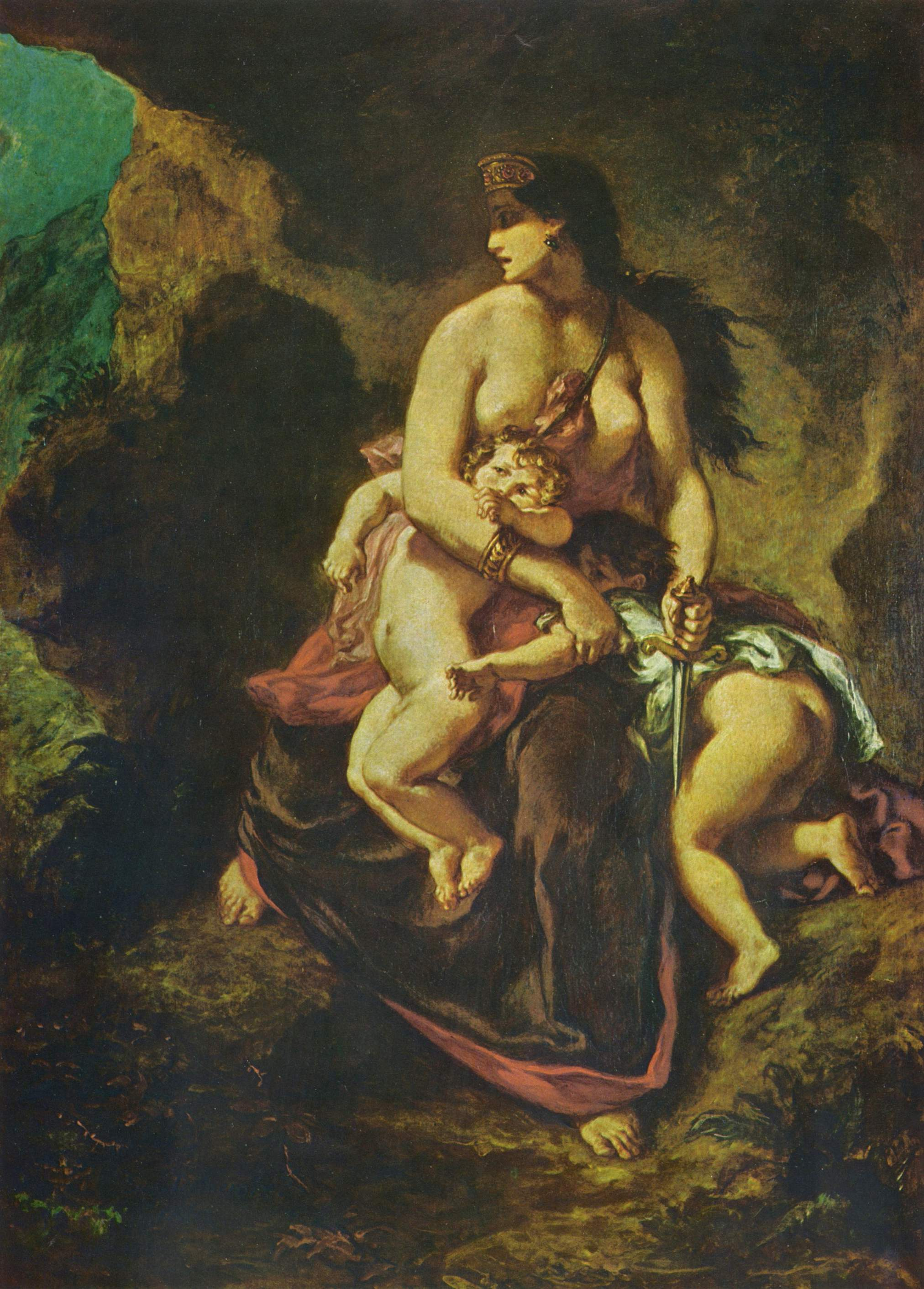
"Medea furiosa" de Delacroix. El epígrafe del capítulo sugiere la comparación entre la furia de Medea ante el abandono de su esposo -que la llevó a matar a sus hijos- y Juliette.

El título, Heacache (literalmente "Dolor de cabeza") se relaciona directamente con el "dolor de cabeza" metafórico que significó para la serie y el protagonista Nick, la transformación de su novia Juliette en una hexenbiest y principalmente su decisión de dañar gravemente a Nick. Pero el título, también se relaciona con otros elementos de la trama, como el malestar físico constante que sufre el capitán Renard debido a estar poseído por Jack el Destripador y la decapitación de la madre de Nick.
El epígrafe es una cita de la clásica tragedia griega Medea de Eurípides, según la traducción de Michel Collier, realizada en The Complete Euripides: Volume V: Medea and Other Plays (2011).

Original en inglés
"Stronger than lover's love is lover's hate. Incurable, in each the wounds they make."
Versiones en español
Hispanoamérica"Más fuerte que el amor del amante es el odio del amante. Incurable, en cada una, las heridas que se hacen."
España"Es tremenda y difícil de aplacar la iracundia que a querella de amigos contra amigos conduce".

La frase es pronunciada por el Coro, en el momento que Medea y Jasón se encuentran y ella le transmite el odio que siente hacia él, por haberla repudiado para casarse con otra mujer (520/521). El epígrafe asocia a Juliette con Medea, quien presa del odio por ser abandonada, asesinó a sus hijos y a la nueva esposa.

## Argumento
El capítulo, al igual que el anterior, dedica una parte sustancial del tiempo a seguir la trama desencadenada por la transformación de Juliette en hexenbiest, que llega a un nivel de confrontación abierta con Nick y sus amigos, uniéndose al príncipe Kenneth y la familia real, para apoderarse de la hija de Adalind, la princesa Diana, poniéndole una trampa a Kelly, la madre de Nick. Durante el conflicto vuelve a Portland, Truble. Kelly finalmente cae en la trampa y Kenneth se apodera de la niña. En la última escena Nick encuentra una caja en su casa y al abrirla ve que en su interior estaba la cabeza de su madre.
Las otras dos tramas referidas a Jack el Destripador y el capitán Renard, terminan uniéndose en una sola trama. Nick, Hank y Wu, descubren que Renard está poseído por Jack el Destripador, como consecuencia no deseada de la resurrección que hizo su madre, cuando fue asesinado, unos capítulos atrás. Renard, poseído por Jack el Destripador, es atrapado cuando está por asesinar a una prostituta y obligado a tomar una poción preparada por Rosalee, que termina con la posesión.

## Elenco regular
- David Giuntoli como Nick Burkhardt.
- Russell Hornsby como Hank Griffin.
- Bitsie Tulloch como Juliette Silverton.
- Silas Weir Mitchell como Monroe.
- Sasha Roiz como el capitán Renard.
- Bree Turner como Rosalee Calvert.
- Claire Coffee como Adalind Schade.
- Reggie Lee como el sargento Wu.